# Suicydologia
Suicydologia – interdyscyplinarna nauka zajmująca się samobójstwami, próbami samobójczymi oraz szeroko pojętą autodestruktywnością.

## Charakterystyka
Głównymi zagadnieniami suicydologii są:
- badania czynników wpływających na popełnianie samobójstw (środowiskowych, psychologicznych i biologicznych),
- zapobieganie samobójstwom,
- leczenie pacjentów po próbach samobójczych.

## Badacze
- Émile Durkheim
- Erwin Ringel
- Sigmund Freud
- Otto Fenichel
- Karl Menninger
- Edwin S. Shneidman
- Roy Baumeister
- Brunon Hołyst
- Adam Czabański
- Andrzej Gawliński